# Meishan, Anhui
Meishan (kinesiska: 梅山) är en köping i östra Kina. Den ligger i Jinzhai härad i staden Lu'an i provinsen Anhui, omkring 130 kilometer väster om provinshuvudstaden Hefei. 